# Aodh Mór Ó Néill, 2. Earl of Tyrone

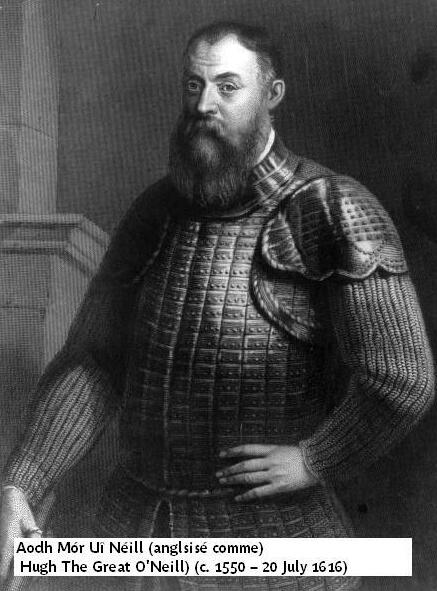
Aodh Mór Ó Néill, 2. Earl of Tyrone

Aodh Mór Ó Néill [ˈeɪ moːɾ oːˈneːʎ] (anglisiert Hugh O’Neill; * um 1540; † 20. Juli 1616 in Rom) war ein irisches Clanoberhaupt (taoiseach, chieftain) des späten 16. Jahrhunderts und 2. Earl of Tyrone (Iarla Thír Eoghain). Hugh O’Neill wird oft auch als 3. Earl of Tyrone bezeichnet, wenn Shane O’Neill als 2. Earl of Tyrone aufgeführt wird. Als offizieller Nachfolger von Conn O’Neill gilt jedoch Hugh O’Neill, weshalb der Titel 2. Earl of Tyrone korrekt ist. O’Neill spielte eine große Rolle bei der erneuten Eroberung Irlands durch die Tudors und er war die führende Figur im Widerstand gegen die englischen Truppen während des Neunjährigen Kriegs.

## Seine frühen Jahre
O’Neill war der zweite Sohn von Matthew, dem angeblich außerehelichen, aber erstgeborenen Sohn von Conn O’Neill, 1. Earl of Tyrone. Doch die Erbfolge von Hugh O’Neill wurde von den anderen Zweigen des O’Neill-Clans bekämpft, speziell von Shane O’Neill (Sohn von Conn), der schließlich Matthew töten ließ (1558).
Nachdem auch Brian, Bruder von Hugh und Baron von Dungannon, von Shane ermordet worden war, ging 1562 dessen Titel auf Hugh über, der aus Ulster vertrieben wurde und sich daraufhin zum Pale begab, wo ihn die Familie Hoveneden aufnahm. Nach dem Tod von Shane (1567) kehrte Hugh unter dem Schutz des Lord Deputy of Ireland Sir Henry Sidney nach Ulster zurück. In Tyrone hatte zwischenzeitlich Hughs Cousin Turlough Luineach O’Neill Shane O’Neill als „Der O’Neill“ (Titel des Oberhaupts des O’Neill-Clans) beerbt, wurde jedoch nicht von den Engländern als legitimer Nachfolger des 1. Earl of Tyrone anerkannt. Die englische Obrigkeit unterstützte stattdessen Hugh als rechtmäßigen Erben und hoffte auf einen untergebenen Verbündeten im gälischen Ulster.
Hugh kämpfte mit den Engländern 1580 in Ulster während der 2. Desmond-Rebellion gegen Gerald Fitzgerald, 14. Earl of Desmond, und unterstützte Sir John Perrot gegen die Scots of Ulster (Schotten von Ulster) im Jahr 1584. Im folgenden Jahr wurde es ihm erlaubt, als Earl of Tyrone am irischen Parlament teilzunehmen und 1587 erhielt er, nach einem Besuch am Königshof in England, Anspruch auf die Ländereien seines Großvaters Conn O’Neill in Ulster. Die andauernden Streitigkeiten mit Turlough Luineach O’Neill wurden von den Engländern geschürt, die die Macht von Turlough (und die Macht der O’Neills im Generellen) schwächen wollten. Doch nach dem Rücktritt von Turlough im Jahr 1595 und der Übernahme des Titels „Der O’Neill“ war Hugh ein Anführer ohne Rivale im Norden von Irland.
O’Neills Karriere war geprägt von einem unaufhörlichen Doppelspiel: Auf der einen Seite zeigte er sich der englischen Autorität gegenüber untertänig, auf der anderen Seite verbündete er sich mit anderen irischen Chieftains gegen die englische Regierung in Dublin. Es schien, als wäre Hugh selbst unsicher, welche Strategie für ihn als Anführer des Clans am besten sei, eine Allianz mit den Engländern oder eine Rebellion gegen die englische Präsenz in Ulster.
In den frühen 1590er Jahren versuchte die englische Regierung mit dem Kolonisten Henry Bagenal die Kontrolle in Ulster zu übernehmen. 1591 erregte O’Neill den Zorn von Bagenal, als er mit dessen Schwester Mabel durchbrannte, half diesem aber bereits 1593, Hugh Maguire bei Belleek zu bekämpfen. Nach dem Tod von Mabel wandte sich O’Neill in allen Punkten gegen die englische Regierung und suchte in Spanien und Schottland nach Unterstützung für seine Ziele. Bis zu diesem Zeitpunkt hatte O’Neill sich bei dem schwelenden Konflikt noch im Hintergrund der Auseinandersetzungen gehalten, hoffte er doch durch diese Zurückhaltung zum Lord President of Ulster ernannt zu werden. Königin Elisabeth I. hingegen vermutete, dass O’Neill an einem solch einfachen Titel kein Interesse hätte. Sie fürchtete stattdessen, dass O’Neill nach mehr Macht strebte, um ihre Autorität zu unterwandern und als eine Art „Fürst von Ulster“ zu herrschen. Deswegen verweigerte sie O’Neill den Titel sowie jeden anderen Titel, der ihm im Namen der Krone eine Machtbefugnis über Ulster gewährte. Als klar wurde, dass Henry Bagenal den Titel Lord President of Ulster erhalten würde, griff O’Neill in den Konflikt ein und überfiel 1595 erfolgreich ein englisches Fort am Fluss Blackwater, in dem Sir John Norreys die Unterwerfung O’Neills plante. Dies war einer der Gründe, der zum Ausbruch des Neunjährigen Kriegs führte.

## Neunjähriger Krieg
Hugh O’Neill folgte Shane O’Neills Grundsatz, die Bevölkerung zu bewaffnen, anstatt sich auf ausländische Söldner zu verlassen, was ihm in relativ kurzer Zeit eine beachtliche Armee bescherte – unterstützt durch Arkebusen und Schießpulver aus Spanien und Schottland. Bei der Schlacht von Clontibret fügte O’Neills Armee den englischen Truppen eine erste Niederlage zu.
Trotz der traditionellen Feindschaft zwischen dem O’Neill-Clan und dem Clan der O’Donnells, verbündete sich O’Neill mit Hugh Roe O’Donnell, dem Sohn von Hugh O’Donnell. O’Neill und O’Donnell traten nun direkt mit dem spanischen König Philipp II. in Kontakt. Im April 1596 erhielt O’Neill die Zusage für Hilfe aus Spanien, das als katholisches Land eine Chance sah, dem protestantischen England eine Niederlage zuzufügen. O’Neill machte daraufhin, um Zeit zu gewinnen, einen Rückzug und versprach Loyalität gegenüber der englischen Krone, um Gegenangriffe der Engländer zu vermeiden. Obwohl Sir John Norreys versuchte, O’Neills habhaft zu werden, hatte dessen vorgetäuschte Loyalität Erfolg und er konnte über zwei Jahre ein englisches Eingreifen auf seinem Gebiet verhindern.
1598 wurde ein vorläufiger Waffenstillstand abgeschlossen und O’Neill erhielt eine formelle Begnadigung von Königin Elisabeth I. Doch schon kurze Zeit später griff O’Neill wieder in den Konflikt ein und besiegte bei der Schlacht am Yellow Ford eine englische Armee. Diese Schlacht, bei der Henry Bagenal getötet wurde, war der größte bisherige Rückschlag Englands auf irischen Grund. Nachdem Robert Devereux, 2. Earl of Essex, mit einer 17.000 Mann starken englischen Armee (unter heftigen Verlusten) den Süden der irischen Insel mehr oder weniger unter Kontrolle gebracht hatte, traf er sich mit O’Neill und man einigte sich auf einen erneuten Waffenstillstand – eine Tatsache, die in England auf heftige Kritik stieß.
Letztendlich entschied sich der Neunjährige Krieg und somit das Schicksal von Hugh O’Neill bei der Schlacht von Kinsale (Ende 1601 bis Anfang 1602), deren Verlust auch das Ende von O’Neills Anstrengungen besiegelte. O’Neill zog sich nach Ulster zurück, wo er sich nach einigen Guerilla-Kämpfen im Jahr 1603 ergab.

## Die „Flucht der Grafen“
Trotz der Niederlage schaffte es O’Neill noch, möglichst viel Kapital aus dem Ausgang des Krieges herauszuholen. Er verlor zwar einiges an Macht, behielt aber sowohl seinen Titel als auch seine Ländereien. Doch die Einschränkung seiner Macht (z. B. die Herrschaftsgewalt über verschiedenste Lehnsmänner) führte ab 1605 immer mehr dazu, dass O’Neill eine Inhaftierung fürchten musste, weshalb er 1607 auch von einer geplanten Reise nach London absah, wo er den König um Unterstützung bitten wollte.
Schließlich verließen Hugh O’Neill und Rory O’Donnell mit ihren Gefolgsleuten (insg. 90 Personen) am 14. September 1607 von Rathmullan aus überstürzt die irische Insel in Richtung Spanien. Diese Flucht ist als Flucht der Grafen in die Geschichtsbücher eingegangen und ebnete den Weg für die englischen Plantations im Norden von Irland, bei denen tausende englische Siedler in Ulster angesiedelt wurden.
Bedingt durch schlechte Winde erreichte O’Neill erst Frankreich und die Niederlande, bevor er im April 1608 nach Rom gelangte, wo er mit allen Ehren empfangen wurde und sogar eine päpstliche Pension erhielt.
1613 wurde O’Neill durch das irische Parlament zum Gesetzlosen erklärt und er starb am 20. Juli 1616 in Rom. Er ist in der Kirche San Pietro in Montorio begraben (Abb.) Während seines neunjährigen Exils plante O’Neill immer wieder seine Rückkehr nach Irland, was ihm aber nicht mehr gelang.
O’Neill war viermal verheiratet und hatte eine Reihe von ehelichen und außerehelichen Kindern. Einer seiner Söhne war Sean O’Neill, der 1616 vom spanischen König Philipp III. den Titel 3. Earl of Tyrone erhielt.